# Schondorf am Ammersee
Schondorf am Ammersee est une commune de Bavière (Allemagne), située dans l'arrondissement de Landsberg am Lech, dans le district de Haute-Bavière.

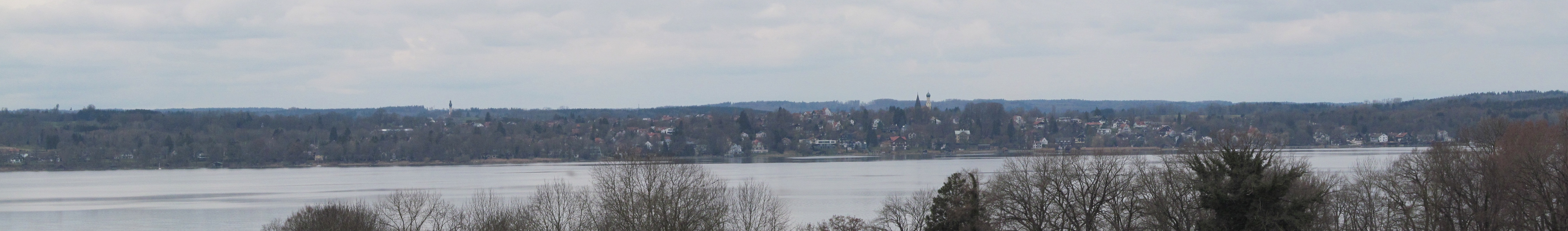
Photo panoramique Schondorf, vue de l'est